# Cinte Tesino
Cinte Tesino (deutsch veraltet: Zinten) ist eine Trentiner Gemeinde in der Region Trentino-Südtirol mit 485 Einwohnern (Stand 31. Dezember 2023).

## Geografie
Der Ort liegt 39 km östlich von Trient im Tesinotal (Bassa Valsugana e Tesino), einem Untertal des Valsugana. Er ist Teil der Talgemeinschaft Comunità Valsugana e Tesino und liegt am Fluss Gringno sowie am Fuße des Monte Mezza.
Der Ort hat keine weiteren Ortsteile.
Angrenzende Gemeinden sind Canal San Bovo, Castello Tesino, Grigno, Lamon (BL), Pieve Tesino und Scurelle.

## Geschichte
Durch die Nähe zu der Römerstraße Via Claudia Augusta entstanden um 50 v. Chr. Siedlungen und Burgen in der Gegend. Hier gehörte der Ort zur Regio X Venetia et Histria (10. Region Venetien und Istrien) der Regioni dell’Italia augustea. Seit dem Jahr 750 unterstand der Ort dem Bischof von Feltre. 1810 verlor der Ort seine Unabhängigkeit und wurde Ortsteil von Castello Tesino, was allerdings nur bis 1818 gültig blieb und der Ort wieder selbständig wurde. Zu Pieve Tesino gehörte der Ort ab 1928, allerdings ab 1935 mit eigener Verwaltung. 1947 wurde der Ort wieder von Pieve getrennt und ist seitdem eigenständige Kommune.

## Sehenswürdigkeiten
- Chiesa di San Lorenzo Martire, dem Ortspatron gewidmete Kirche, die im 15. Jahrhundert entstand und 1876 nach einem Brand restauriert wurde. Die letzte Restaurierung fand in den 1950er Jahren statt[5].
- Arboreto del Tesino, 2002 eröffneter Pflanzenpark in den Colle Danè am Fluss Rio Solcena[6].